# Чемпионат мира по шорт-треку 1997
Чемпионат мира по шорт-треку 1997 года проходил в Нагое (Япония).

## Общий медальный зачёт
| Место | Страна           | Золото | Серебро | Бронза | Всего |
| ----- | ---------------- | ------ | ------- | ------ | ----- |
| 1     | Республика Корея | 5      | 6       | 1      | 12    |
| 2     | Канада           | 3      | 1       | 0      | 4     |
| 3     | Китай            | 2      | 0       | 3      | 5     |
| 4     | Италия           | 0      | 2       | 3      | 5     |
| 5     | Япония           | 0      | 1       | 2      | 3     |

## Медалисты

### Мужчины
| Дисциплина | Золото                                                                | Серебро                                                                                     | Бронза                                                                                        |
| ---------- | --------------------------------------------------------------------- | ------------------------------------------------------------------------------------------- | --------------------------------------------------------------------------------------------- |
| Многоборье | Ким Дон Сун Республика Корея                                          | Марк Ганьон Канада                                                                          | Деррик Кэмпбелл Канада Сатору Тэрао Япония                                                    |
| 500 м      | Деррик Кэмпбелл Канада                                                | Ким Дон Сун Республика Корея                                                                | Сатору Тэрао Япония                                                                           |
| 1000 м     | Ким Дон Сун Республика Корея                                          | Ли Джун Хван Республика Корея                                                               | Фэн Кай Китай                                                                                 |
| 1500 м     | Марк Ганьон Канада                                                    | Орацио Фагоне Италия                                                                        | Мирко Вюйермен Италия                                                                         |
| 3000 м     | Ким Дон Сун Республика Корея                                          | Сатору Тэрао Япония                                                                         | Марк Ганьон Канада                                                                            |
| Эстафета   | Республика Корея · Ким Дон Сун · Ли Джун Хван · Ким Сун Тэ · Ли Хо Ын | Канада · Марк Ганьон · Эрик Бедар · Деррик Кэмпбелл · Джонатан Гильметт · Франсуа-Луи Дроле | Италия · Орацио Фагоне · Мирко Вюйермен · Никола Франческина · Фабио Карта · Микеле Антониоли |

### Женщины
| Дисциплина | Золото                                                               | Серебро                                                             | Бронза                                                                |
| ---------- | -------------------------------------------------------------------- | ------------------------------------------------------------------- | --------------------------------------------------------------------- |
| Многоборье | Ян Ян (A) Китай Чон Ли Гён Республика Корея                          | место не присуждалось                                               | Вон Хе Гён Республика Корея                                           |
| 500 м      | Ян Ян (A) Китай                                                      | Изабель Шаре Канада                                                 | Маринелла Канклини Италия                                             |
| 1000 м     | Ян Ян (A) Китай                                                      | Вон Хе Гён Республика Корея                                         | Чон Ли Гён Республика Корея                                           |
| 1500 м     | Чон Ли Гён Республика Корея                                          | Вон Хе Гён Республика Корея                                         | Ян Ян (S) Китай                                                       |
| 3000 м     | Чон Ли Гён Республика Корея                                          | Вон Хе Гён Республика Корея                                         | Ян Ян (A) Китай                                                       |
| Эстафета   | Канада · Натали Ламбер · Энни Перро · Изабель Шаре · Кристин Будриас | Республика Корея · Чон Ли Ген · Ань Сан Ми · Ким Юн Ми · Вон Хе Гён | Япония · Нобуко Ямада · Икуэ Тесигавара · Чикаге Танака · Аяко Цубаки |